# Alexi Lalas
Panayotis Alexander Lalas (Birmingham, 1 de junho de 1970) é um ex-futebolista estadunidense, que atuava como defensor.

## Carreira
Sua primeira convocação para a equipe dos EUA, em maio de 1990 para enfrentar o Canadá.
Em 1991, em Havana, Cuba, Lalas ajudou os EUA a ganharem a medalha de ouro nos Jogos Panamericanos.
Na Copa do Mundo de 1994, seu cabelo ruivo, sua grande barba e sua liderança em campo o tornaram um dos favoritos dos torcedores.
Após a Copa, Lalas assinou um contrato com o Calcio Padova, tornando-se o primeiro estadunidense a jogar na primeira divisão italiana.
Lalas representou a Seleção Estadunidense de Futebol nas Olimpíadas de 1996, quando atuou em casa.
Lalas deixou a Itália em 1996 para jogar na MLS (Major League Soccer). Lá, atuou no New England Revolution, MetroStars, Kansas City Wizards e Los Angeles Galaxy.
Em 2001 venceu a U.S. Open Cup e, em 2002, ganhou a MLS Cup - ambos pelo Los Angeles Galaxy - e foi indicado para a seleção da MLS de todos os tempos.

## Dirigente
Alexi Lalas foi nomeado presidente do Los Angeles Galaxy em 17 de abril de 2006.

### Individuais
- Melhor Jogador da Seleção Estadunidense: 1995[2]
- U.S. Soccer Athlete of the Year: 1995[2]
- MLS Best XI: 2002[3]
- MLS All-Star: 1996[4]

## Proposta de medidas para melhorar o futebol
Em 2022 divulgou a sua lista de medidas que poderiam ser tomadas para melhorar o futebol.
- Balizas maiores;
- Golos marcados de fora da área valem “dois pontos”;
- Penáltis com a bola a correr em vez dos tradicionais;
- Opção de jogar a bola com o pé em lançamentos laterais;
- Suspensão temporária por falta que não mereça expulsão;
- Foras-de-jogo só se aplicam nos últimos 30 metros;
- Qualquer contacto da bola com o braço é considerado mão.

## Carreira Musical
Além de futebolista, Lalas também é músico. Ele tocou em uma banda de rock chamada The Gypsies desde a faculdade, que até chegou a abrir os shows da turnê européia da banda Hootie & The Blowfish em 1998. Com os "The Gypsies", Lalas gravou um álbum auto-produzido intitulado "Woodland", promovido por Lalas durante a Copa do Mundo de 1994.
Em carreira solo, lançou 3 álbuns.

### Discografia
Solo
- 1998 - Ginger
- 2008 - Far from Close
- 2014 - Infinity Spaces

com a banda The Gypsies
- 1994 - Woodland

## Títulos
Seleção
- Jogos Pan-americanos de 1991: medalha de ouro

Clubes
- Los Angeles Galaxy: MLS Cup (2002), U.S. Open Cup (2001)